# Mikael Appelgren

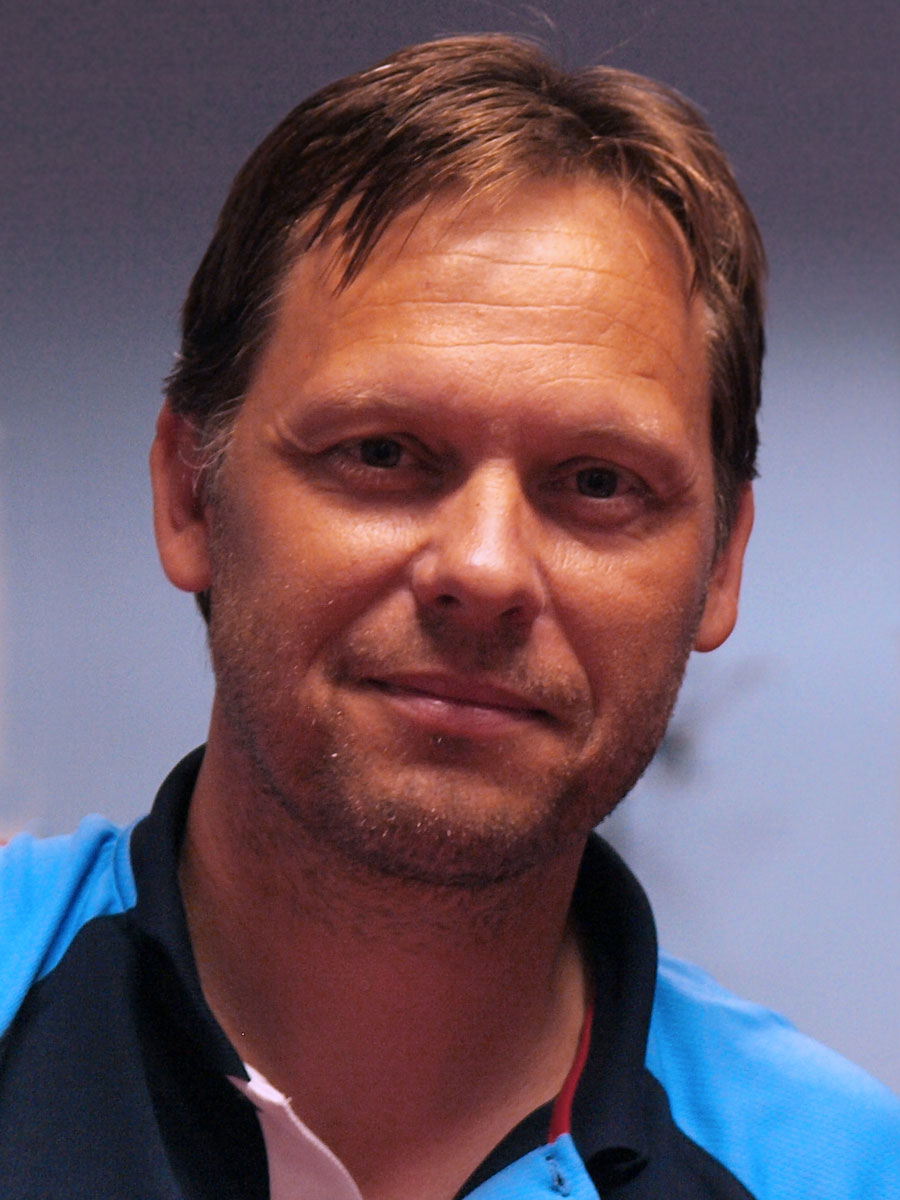
Mikael Appelgren.

Mikael Appelgren (Estocolmo, 15 de octubre de 1961) fue un jugador de tenis de mesa sueco, además de uno de los jugadores más carismáticos del tenis de mesa moderno. 
Este zurdo se destacó fundamentalmente por lo técnico de su juego y movimientos precisos así como por ser uno de los precursores del juego de media distancia. Participó en varias ocasiones el equipo nacional sueco que participó en las copas mundiales y en los top 12 europeos y del mundo.
Sus más destacados logros fueron: 
- 4 veces Campeón del Mundo.
- 8 veces Campeón de Europa.
- 2 veces Campeón del Top 12.
- Campeón de la World Cup.

En su honor la compañía manufacturera de artículos de Tenis de Mesa Donic (  ) fabricó varios maderos o paletas y gomas como la Appelgreen AllPlay Senso V1 con fibra de Carbono.

- Datos: Q709037
- Multimedia: Mikael Appelgren / Q709037